# Società Sportiva Monopoli 1966
Maillots
Actualités
La Società Sportiva Monopoli 1966 est un club de football de la ville de Monopoli, dans la province de Bari (Pouilles). 

## Identité du club

### Changements de nom
- 1966-1994 : Associazione Calcio Monopoli
- 1994-2003 : Atletico Monopoli
- 2003-2010 : Associazione Calcio Monopoli
- 2010-2013 : Associazione Sportiva Dilettantistica Liberty Monopoli
- 2013-2014 : Società Sportiva Monospolis
- 2014- : Società Sportiva Monopoli 1966

### Couleurs et logo
Les couleurs officielles du club sont le blanc et le vert et le symbole est une mouette.

Logo jusqu'en 2010.